# NGC 6768/1
NGC 6768/1 је елиптична галаксија у сазвежђу Јужна круна која се налази на NGC листи објеката дубоког неба.
Деклинација објекта је - 40° 12' 31" а ректасцензија 19h 16m 32,7s. Привидна величина (магнитуда) објекта NGC 6768 износи 12,2 а фотографска магнитуда 13,2. NGC 67681 је још познат и под ознакама ESO 337-18, MCG -7-39-10, PGC 62997.